# Tiagłowszczina
Tiagłowszczina (ros. Тягловщина) – wieś (ros. деревня, trb. dieriewnia) w zachodniej Rosji, w osiedlu wiejskim Chochłowskoje rejonu smoleńskiego w obwodzie smoleńskim.

## Geografia
Miejscowość położona jest 6,5 km od drogi federalnej R135 (Smoleńsk – Krasnyj – Gusino), 14 km od drogi federalnej R120 (Orzeł – Briańsk – Smoleńsk – Witebsk), 25 km od drogi magistralnej M1 «Białoruś», 7,5 km od centrum administracyjnego osiedla wiejskiego (Chochłowo), 22,5 km od Smoleńska, 17 km od najbliższego przystanku kolejowego (Katyń).

## Demografia
W 2010 r. miejscowość zamieszkiwały 2 osoby.